# Macrochernes wrightii
Macrochernes wrightii är en spindeldjursart som först beskrevs av Hagen 1868.  Macrochernes wrightii ingår i släktet Macrochernes och familjen blindklokrypare. Inga underarter finns listade i Catalogue of Life.